# バークス峠
バークス峠（バークスとうげ、バークス・パス、英語: Burkes Pass）は、ニュージーランド、カンタベリー地方南部のマッケンジー地方 (Mackenzie Country) の入口となるステートハイウェイ8 (State Highway 8) の峠および小さな町である。
名称はダブリン大学の卒業生マイケル・ジョン・バーク (Michael John Burke) にちなんで名付けられた。バークは1855年に、小路がマッケンジー地方へと続くことを発見した。これは悪名高い羊泥棒のジェームズ・マッケンジー (James Mckenzie) がオタゴ採金地 (Otago goldfields) に羊を連れて行くために使ったマッケンジー峠 (Mackenzie Pass) に代わるルートだった。
バークは、彼にちなんで命名されたその峠を越えた最初のヨーロッパ人ではないとも考えられている。地理的特徴が言及される1855年以前、G Dunnage がその付近でキャンプしている。
1857-1858年、荷車道がバークス峠を切り開いて通された。入植者や牛の一隊は、すぐにこの長い横断道が、通り抜けられる2つの経路においてより容易であることを見いだし、広大な土地が、平原のニュージーランドクイナや、渓流と湖のウナギの豊かな供給でマオリによって知られていたマッケンジー地方に入る旅行者にとって主要な幹線道となった。そして時間を費やす困難な旅においては、疲れた旅行者のための休憩場所の必要性がすぐ明白になっていた。
1859年、長い横断道の先の西側2.6平方キロメートル（640エーカー）の場所が、石炭、木材、食物供給のための中央倉庫を設置するために充てられた。そこは Sawdon Creek に近い Sterickers Mound と、バージェス山 (Mount Burgess) の山脚の間の荒涼とした吹きさらしの地域であった。ジョン・バージェス (John Burgess) は、公的な町区地域を無視し、今日、1869年に建てられたホテルの跡がある後方の谷の Cabbage Tree Creek に、1861年、最初のホテルを建設した。
最初 Cabbage Tree Creek として、次に Clulee、最終的にバークス・パスとして知られている町は、ホテルの周りに造られた。半世紀以上の間に、多彩な一行が町を通り抜け、バークス・パスはマッケンジー地方の草分けとして、社会的事業およびスポーツの中心地となった。全盛期は、人口が143人、3教師の学校があった1890-1910年であった。 
しかし、マッケンジーの中心地としてバークス・パスの未来につながるはずであった約束の鉄道が到達することはなかった。それは1884年にフェアリーで止まり、事業の中心地としてのバークス・パスを追いやった。最終的な打撃は、1891年、クック山道路委員会が4-3票でフェアリーに移転すると決定したことであった。